# Liste der Monuments historiques in Cormeilles-en-Parisis
Die Liste der Monuments historiques in Cormeilles-en-Parisis führt die Monuments historiques in der französischen Stadt Cormeilles-en-Parisis auf.

## Liste der Bauwerke
| Bezeichnung      | Beschreibung                  | Standort                     | Kennzeichnung | Schutzstatus | Datum | Bild           |
| ---------------- | ----------------------------- | ---------------------------- | ------------- | ------------ | ----- | -------------- |
| Kirche St-Martin | Erbaut ab dem 12. Jahrhundert | 124, rue Gabriel-Péri (Lage) | PA00080033    | Classé       | 1997  | weitere Bilder |

## Liste der Objekte

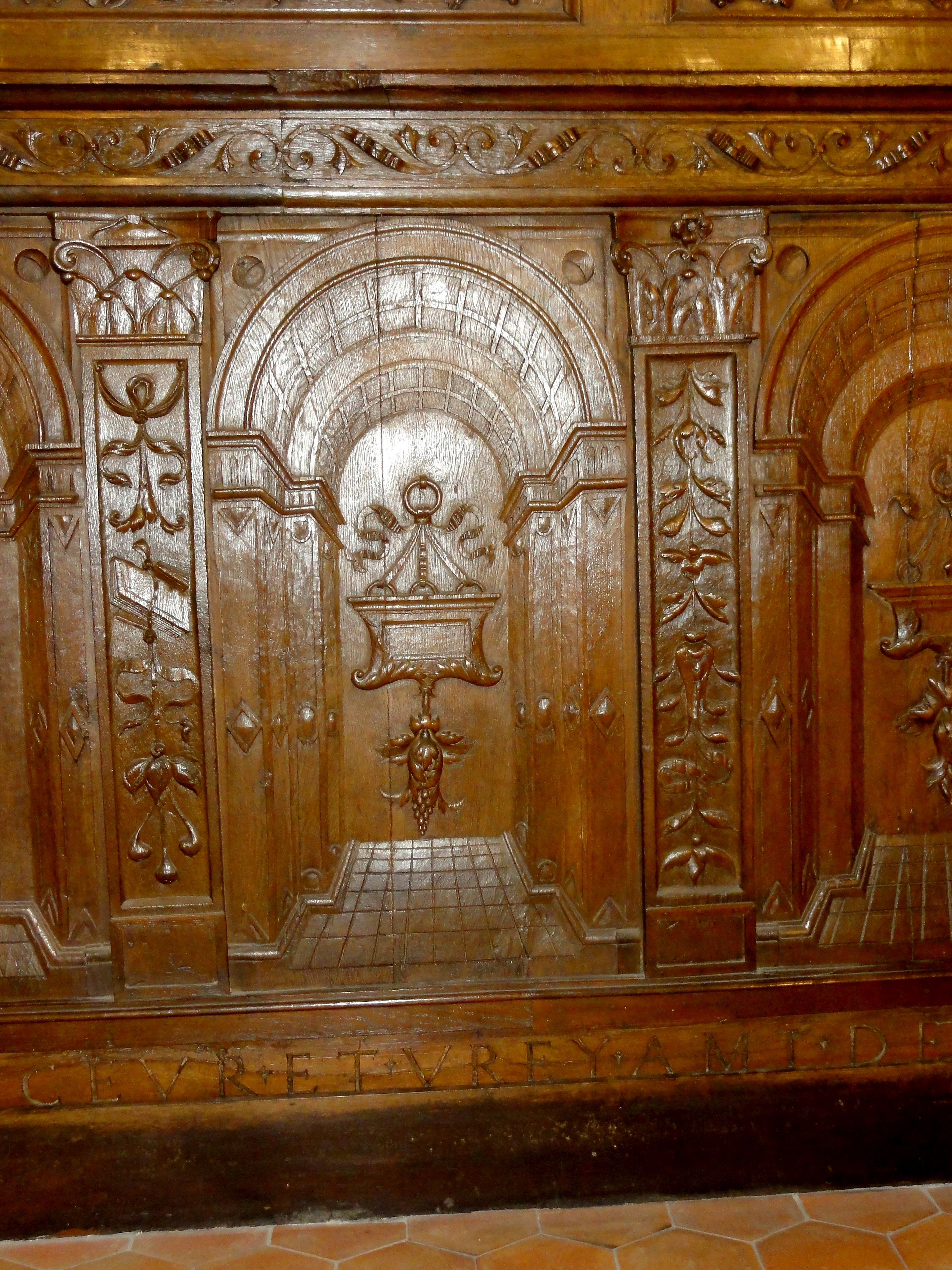
Geschnitzte Wandverkleidung mit Inschrift in der südlichen Kapelle der Kirche St-Martin (16. Jahrhundert)

- Monuments historiques (Objekte) in Cormeilles-en-Parisis in der Base Palissy des französischen Kultusministeriums